# My Love (Florence and the Machine)
My Love is een nummer van de Britse indierockband Florence and the Machine uit 2022. Het is de derde single van haar vijfde studioalbum Dance Fever.
"My Love" kent een meer tegen de dance aan liggend geluid dan de meeste nummers van Florence and the Machine. Dave Bayley van de Glass Animals heeft de plaat mede geproduceerd. Het nummer werd een bescheiden succes op de Britse eilanden, met een 51e positie in het Verenigd Koninkrijk. De Nederlandse Top 40 of Tipparade werden niet gehaald, wel bereikte het de 11e positie in de Verrukkelijke 15 van NPO Radio 2.